# Grafostatik
Grafostatik eller grafisk statik är lösandet av statikens uppgifter med hjälp av ritning (genom geometriska konstruktioner med tillhjälp av passare och linjal etc.), varvid i kalkylen ingående storheter representeras av längder och ytor. Den grafiska lösningen av dylika uppgifter har visserligen ej samma noggrannhet som räknemetoderna, men är dock för de flesta praktiska ändamål fullt användbar samt medgav på sin tid större snabbhet och överskådlighet. Grafostatiken hade därför stor betydelse för ingenjörskonsten, särskilt vid beräknande av broar, takstolar, dammbyggnader och stödjemurar m.m., fram till 1960-talet, då den ersattes av datorbaserade metoder.
Grafostatikens ursprung kan härledas ända från Isaac Newton, som tillämpade dess grundläggande metod att medelst den s.k. kraftparallellogrammen söka två krafters resultant. Som vetenskap grundlades grafostatiken av Karl Culmann i Zürich genom arbetet Die graphische Statik (1864) och utvecklades av bland andra Luigi Cremona, Heinrich Müller-Breslau, Wilhelm Ritter och Emil Winkler.  Metoden infördes i svensk ingenjörsutbildning av Per Wilhelm Almqvist.